# Aglaeactis aliciae
Az Aglaeactis aliciae  a madarak osztályának sarlósfecske-alakúak (Apodiformes)  rendjébe és a kolibrifélék (Trochilidae) családjába tartozó faj.

## Rendszerezése
A fajt Osbert Salvin angol ornitológus írta le 1896-ban.

## Előfordulása
Dél-Amerika északnyugati részén, az Andok lejtőin, Peru területén honos. Természetes élőhelyei a szubtrópusi és trópusi magaslati cserjések.

## Megjelenése
Testhossza 13 centiméter.

## Természetvédelmi helyzete
Az elterjedési területe rendkívül kicsi és csökken, egyedszáma 1000-3000 közötti és ez is csökken. A Természetvédelmi Világszövetség Vörös listáján veszélyeztetett fajként szerepel.